# Sith (moteur de jeu)
 (août 2025).
Motif : Sources centrées sur deux ans ? Moteur de jeu assez confidentiel
- Archive Wikiwix
- Bing
- Cairn
- DuckDuckGo
- E. Universalis
- Gallica
- Google
- G. Books
- G. News
- G. Scholar
- Persée
- Qwant
- (zh) Baidu
- (ru) Yandex
- (wd) trouver des œuvres sur Wikidata

| 1. | Préciser le motif de la pose du bandeau. | Précisez le motif de la pose du bandeau en utilisant la syntaxe suivante : {{admissibilité à vérifier\|date=août 2025\|motif=remplacez ce texte par le motif}}                            |
| 2. | Informer les utilisateurs concernés.     | Pensez à avertir le créateur de l'article, par exemple, en insérant le code ci-dessous sur sa page de discussion : {{subst:avertissement admissibilité à vérifier\|Sith (moteur de jeu)}} |

Pour l’article homonyme, voir Sith.
Pour les articles ayant des titres homophones, voir Scythe.
 (octobre 2019).
Si vous disposez d'ouvrages ou d'articles de référence ou si vous connaissez des sites web de qualité traitant du thème abordé ici, merci de compléter l'article en donnant les références utiles à sa vérifiabilité et en les liant à la section « Notes et références ».
Sith est un moteur de jeu vidéo développé par LucasArts. Le jeu Jedi Knight: Dark Forces II a été conçu avec ce moteur de jeu, et son expansion, Jedi Knight: Mysteries of the Sith, avec une version légèrement améliorée de celui-ci.
Il fut aussi utilisé pour le jeu Grim Fandango, en tant que composant du moteur de jeu GrimE.